# 阿努瓦 (谢尔省)
阿努瓦（法語：Annoix，法語發音：[anwa]）是法国谢尔省的一个市镇，位于该省中南部，属于布尔日区和布尔日城市圈公共社区。

## 地理
阿努瓦（46°57'37"N, 2°32'3"E）面积11.79 平方千米，位于法国中央-卢瓦尔河谷大区谢尔省，该省份为法国中部省份，北起卢瓦雷省，西接卢瓦-谢尔省和安德尔省，南至克勒兹省，东南接阿列省，东临涅夫勒省。
与阿努瓦接壤的市镇（或旧市镇、城区）包括：克罗斯、圣但尼德帕兰、圣瑞斯特、沃尔奈。
阿努瓦的时区为UTC+01:00、UTC+02:00（夏令时）。

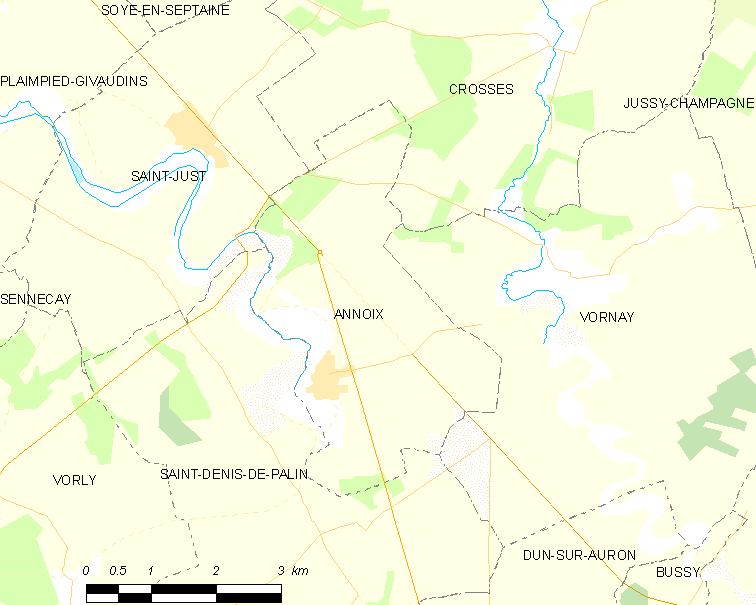
阿努瓦的OSM定位图

## 行政
阿努瓦的邮政编码为18340，INSEE市镇编码为18006。

## 政治
阿努瓦所属的省级选区为特鲁伊县。

## 交通
谢尔省省道D953线和D2076线在境内交汇。

## 人口

1962-2008年间阿努瓦人口变化图示

阿努瓦于2022年1月1日时的人口数量为251人。